# Condado de Villanueva de Cañedo
El condado de Villanueva de Cañedo es un título nobiliario español de carácter hereditario concedido por Felipe III de España en 1615 a Antonio de Fonseca y Enríquez, caballero de la Orden de Santiago y quinto señor de Villanueva de Cañedo, villa a la que refiere el condado, situada en la provincia de Salamanca.
Su actual titular es Juan Miguel Osorio y Bertrán de Lis, xiii conde.

## Señores de Villanueva de Cañedo
1. Alonso Ulloa de Fonseca Quijada
2. Gutierre de Fonseca
3. Antonio de Fonseca
4. Alonso de Fonseca Freire

## Condes de Villanueva de Cañedo
1. Antonio de Fonseca y Enríquez.

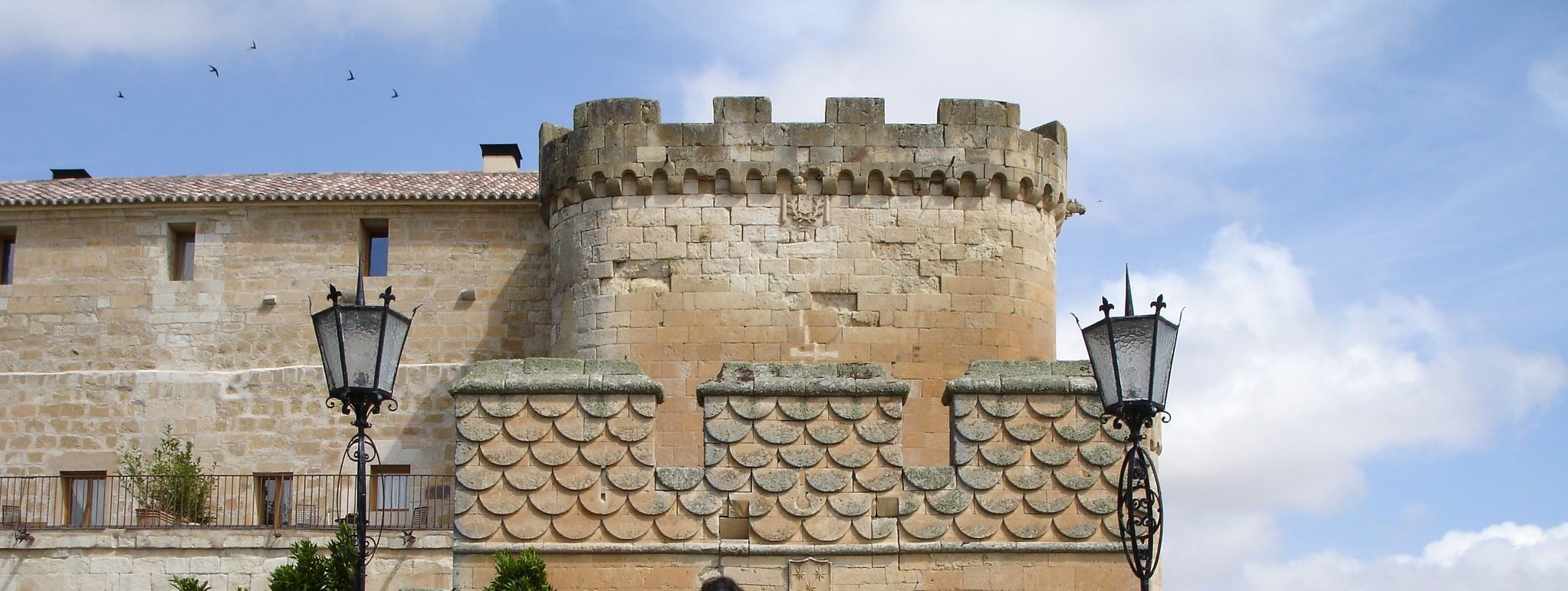
Castillo del Buen Amor, una de las propiedades que pertenecieron a los titulares del condado.

2. Alonso de Fonseca y Dietrichstein.
3. Ana María de Fonseca y Ayala.
4. Álvaro Pérez Osorio y Fonseca
5. Manuel José Osorio de Vega
6. Francisco Javier Osorio y Guzmán.
7. Manuel José Osorio y Velásco.
8. Manuel Miguel Osorio y Spínola, vii duque de Sesto
9. Nicolás Osorio y Zayas.
10. José Isidro Osorio y Silva-Bazán.
11. Miguel Osorio y Martos.
12. Beltrán Alfonso Osorio y Díez de Rivera.
13. Juan Miguel Osorio y Bertrán de Lis.